# Neoconocephalus restrictus
Neoconocephalus restrictus är en insektsart som först beskrevs av Walker, F. 1869.  Neoconocephalus restrictus ingår i släktet Neoconocephalus och familjen vårtbitare. Inga underarter finns listade i Catalogue of Life.